# 相思樹の歌
「相思樹の歌」（そうしじゅのうた）は「別れの曲（うた）」とも称せられ、沖縄での生死を分ける絶望的な戦場にあって、ひめゆり学徒隊の乙女たちに生きる希望と勇気を与えた歌。詩人太田博少尉と音楽教師 東風平恵位の二人の青年の戦場での友情の合作。

## 概要
「相思樹の歌」は、昭和19年(1944年)太平洋戦争末期の沖縄戦で、高射砲部隊の太田少尉がひめゆり学徒隊に贈った「卒業生に贈る詩」と題する一篇の詩に、引率の音楽教師東風平恵位がメロディを付し、歌が誕生した。歌は、当初は卒業式にちなんで東風平恵位が「別れの曲(うた)」と名付けたが、後に歌詞の冒頭にある相思樹並木にちなんで、誰いうとなく「相思樹の歌」と呼び慣わされていった。「相思樹の歌」は、沖縄戦の戦場で死線をさ迷ってかろうじて生き残ったひめゆり学徒隊の人々が、命を懸けて歌い継いできたことから、太平洋戦争の敗戦後になってその存在が明らかになった。しかし、沖縄は日本の敗戦とともにアメリカ軍の統治下にあって、本土との往来には相互に許可証が必要であった。このため、この歌は昭和47年(1972年)の日本復帰までは、ひめゆり学徒隊の生き残った人々の記憶の中にあって同窓生同士で歌う存在であり、戦後30年を経た昭和50年(1975年)までは一部を除いて、まだ本土ではその存在がほとんど知られていなかった。

### 作詞者・軍人太田少尉と詩人太田博

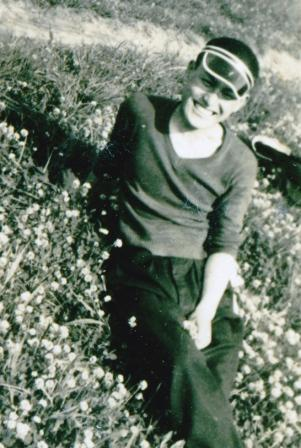
太田博・「相思樹の歌」作詞　入営前

太田博は大正10年(1921年)東京市渋谷区に生まれた。昭和5年（1930年）福島県郡山市の伯父太田恒吉の養子となる。郡山商業学校（福島県立郡山商業高等学校）を卒業し、学校時代から先輩で詩人の丘灯至夫や後輩の三谷晃一などと共に詩作に打ち込み、卒業後は郡山商業銀行(東邦銀行）に勤務しながら丘灯至夫主宰の詩誌「蒼空」や西條八十主宰の詩誌「蠟人形」に投稿し多くの入選を果たしてきた文学青年であった。入選作品には自らの人生を暗示し覚悟を示した「墓碑銘」や、太田がクリスチャンであったことから、恩師アンダーソン宣教師との離別を惜しむ「ましろき卵」などの詩作がある。昭和16年(1941年)徴兵検査を受け、翌17年(1942年)1月に千葉県の高射砲第二連隊に入営し、第一期検閲の選抜を経て千葉陸軍防空学校に入校した。昭和19年(1944年)8月に沖縄に配属された。従軍中も詩作ノートを離さず、多くの詩作を記し遺稿となったノート『剣と花』を故郷郡山に送った。沖縄での従軍中の作品として、自らの前途に光芒を求める「生まれざる眠りより」や、絶望的な戦いの下でも「無名詩人」と自らを称して、詩人としての矜持をもって生涯を貫徹した証しを故郷に告げる形見となった「未完」などが含まれている。
昭和20年(1945年)、ひめゆり学徒隊の最後の地にほど近い糸満市米須で、6月20日未明に突撃とともに戦死した（戦死後に中尉に特進）。

### 作曲者・東風平恵位

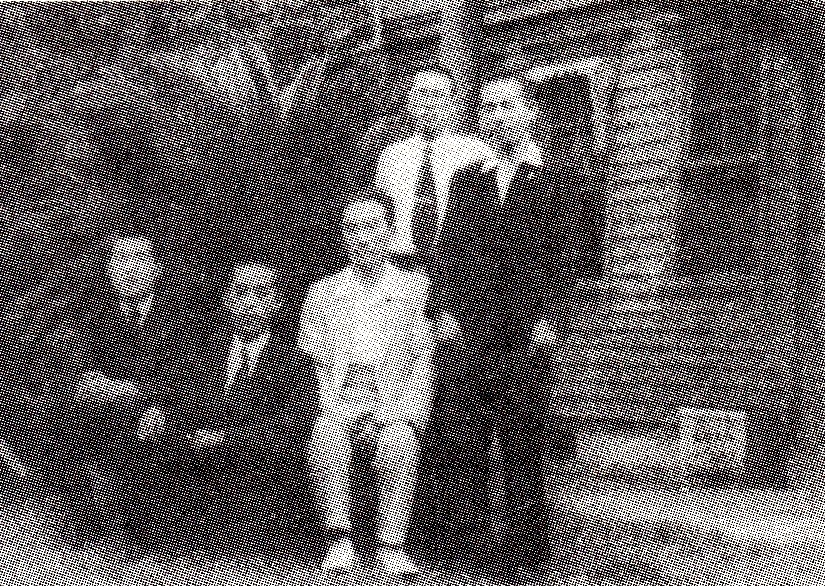
左から二番目・東風平恵位　右から二番目・橋本憲佳　東京音楽学校奏楽堂前

東風平恵位（こちんだ　けいい）は沖縄の宮古島に大正11年(1922年)に生まれた。少年時代から物に動じない物静かな性格と言われる一方、自然界の物音に敏感で鳥の声、木の葉のそよぎにいつも耳を傾けていた。小学校を経て昭和16年(1941年)沖縄師範学校に入学し、寄宿舎を午前2時頃起きだして学校にあった一台のピアノに向かって熱心に練習を繰り返した。休暇で島に帰ってきたときは、食事の時や道を歩く時もタクトをふり、ピアノを弾く真似をして変人扱いをされるほどレッスンに打ち込んだ。これらの努力が実を結び、全国でも難関とされていた東京音楽学校(東京芸術大学）に合格した。学業半ばで、政府の学徒動員による6か月繰り上げ卒業により、昭和18年(1943年)9月に卒業し、翌10 月沖縄師範学校女子部に音楽担当教師として赴任、ブラスバンド部の顧問を務めた。戦争が激しくなった昭和19年(1944年)、職場を放棄して島を脱出する役人や教員が多かったが、東風平恵位は教え子と最後まで行動を共にしようと心に決め、生徒たちには「捕虜になってもいいから、死んでは だめだよ」と言い聞かせては生徒を励ましていた。6月18日に解散命令があり、壕の中で少女たちと「相思樹の歌」を歌う中で米軍のガス弾が投げ込まれ、ひめゆり学徒隊の一人として教え子たちとともに沖縄戦に散華した。太田少尉との邂逅に当たり「相思樹の歌」を作曲した。

### 「優しい少尉さん」とひめゆり学徒隊との出会い
昭和19年(1944年)8月、太田少尉の属する野戦高射砲第79大隊第2中隊は沖縄に派遣され、第32軍の傘下に入った。10月10日に米軍の空襲があり、那覇を中心として多くの被害が続出した。この時、太田博は那覇の悲惨な被害の状況を目のあたりにして、怒りの詩作「那覇」をノートに残した。中隊は被害の大きかった那覇港を守るため、与儀、牧志など港の周囲に新たに高射砲陣地を構築していた。間もなく、勤労動員されたひめゆり学徒隊の少女たちが太田少尉の指揮下に入った。作業に従事する少女たちの、溌溂として意欲的に行動する姿を見て太田少尉は感動し、その叡智を愛でた「防空頭巾」と題する詩を密かにノートに記した。その後、来る3月に卒業式を迎える上級生のために、「卒業生に贈る詩」をプレゼントした。偶然にも、引率教師が音楽担当の東風平恵位であったことが幸いして、詩作にメロディが付され「相思樹の歌」が誕生した。彼女たちは陣地構築作業にあっては学徒隊を労り、卒業式に向けて「詩」を贈った太田に対して、いつしか「優しい少尉さん」の愛称で呼ぶようになった。彼女たちは勤労作業や、学寮でのくつろぎの合間にこの歌を歌い、来るべき卒業式を心待ちにしていた。

### 学園に響く相思樹の歌
東風平が、学園を訪れる機会もないままに作詩した太田の心情を思いやり、昭和20年(1945年)1月のある日曜日の夜、太田を学園の寄宿舎に招いた。東風平は見学の最後に、とある一室の前で立止まり、みんなで「別れの曲」を歌ってみなさいと話しかけた。歌声を耳にして寮内にいた乙女たちが一室に群れ集い、時ならぬ大合唱が夜の静寂の学園に響き渡った。心を通わせた太田が学徒たちの合唱を聞くことができるように、東風平の深い思いやりが実った瞬間だった。歌いなれた讃美歌のメロディにも似たコーラスを聞いた太田少尉にとって、推敲を重ねた自分の詩作が歌となって人に感動を与えた初めての経験であり、直立不動の姿勢で自らも深い感動とともに詩人としての喜びの中にあった。

### 戦場に響く相思樹の歌
昭和20年(1945年)、卒業式直前の3月末、突然の動員命令によりひめゆり学徒隊は看護要員として、南風原に急造された軍の野戦病院勤務を命じられた。空襲を避けるため、ローソクの明かりの下で行われた簡素な卒業式では、「相思樹の歌」は不謹慎だと校長から許されずに「海ゆかば」が歌われた。4月1日沖縄本島に米軍の上陸が開始され、続々と運ばれる傷病兵と緊急外科手術の連続で、ひめゆり学徒の唇からは歌が消えていった。5月25日には日本軍はアメリカ軍に次第に追いつめられ、学徒隊は砲爆撃を避けつつ目的地も定かでない中をさまよい歩み、南部の壕に傷病兵とともに避難した。昼夜を分たぬ攻撃の中で、6月18日陸軍病院の解散命令があり、これまでの組織的な行動は不可能となった。明日からは各自、自らの意思で生きる活路を見出さなければならない絶体絶命の状況が待っていた。沖縄南端の壕の中で、少女たちは東風平恵位の励ましの下に、生きる希望を胸に「相思樹の歌」を歌った。歌声は太平洋を見晴るかす断崖の上でも続いた。しかし願いはかなわずに米軍の攻撃により、若い命は次々と失われていった。

### 橋本憲佳とフラワーソングクラブ

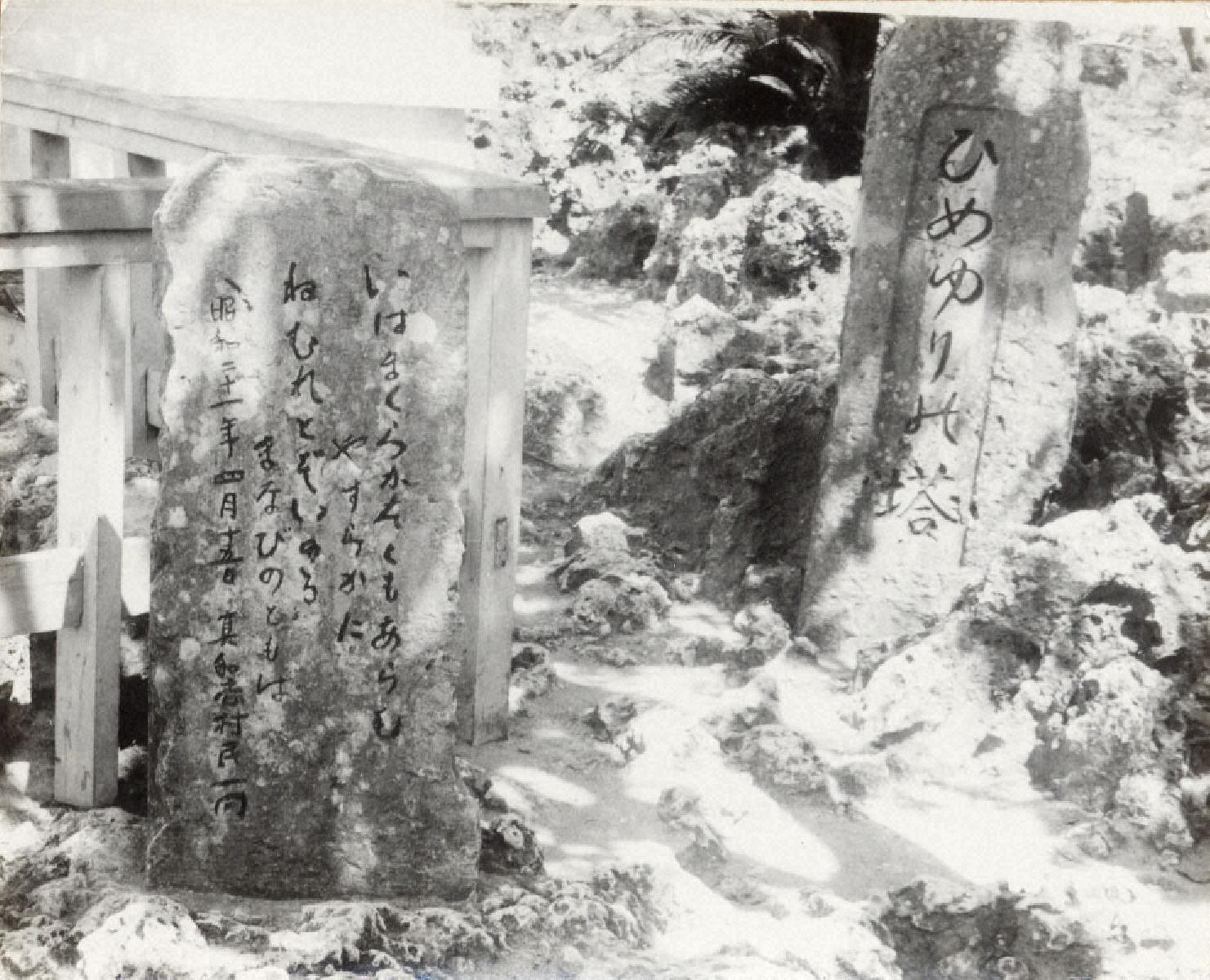
ひめゆりの塔・昭和２１年建立　　　左に仲宗根政善の追悼歌
「いはまくら　かたくもあらむやすらかに　ねむれとぞいのる　まなびのともは」
那覇市歴史博物館提供

高知大学教授・橋本憲佳はかねてから東京音楽学校（東京芸術大学）学友の東風平恵位の安否を探し求めてきた。昭和50年(1975年)、敗戦以来30年を過ぎたこの年に偶然新聞紙上で琉球大学講師・仲宗根政善の名を知り、東風平恵位の消息を尋ねた。その返事には、親友の壮絶な戦死と彼が作曲した「相思樹の歌」のことが記されていた。学友を失った悲しみを乗り越え、知詠子夫人とともに沖縄にわたり、東風平の戦死した跡を訪ね、その形見ともいうべき「相思樹の歌」を探し求めた。何人ものひめゆり生存者を訪ねて、戦乱の中で楽譜が失われ苦難の時を超えて歌い継がれたメロディを採譜した。薄幸の友人への限りない愛情と敬慕が橋本を突き動かし、編曲は完成した。昭和51年(1976年)5月、高知市において橋本憲佳が主宰するフラワーソングクラブ第30回定期演奏会において「相思樹の歌」は合唱曲として本邦で初めて演奏された。一方で、作詞者太田少尉は、ひめゆり学徒隊では珠（たま）部隊の優しい少尉さんとして知られていた。しかしその出自を知るものはなく、橋本教授の初めての沖縄訪問時には出身県や人物像を把握することができなかった。その後高知に戻り、全国紙を通じて太田少尉の出自を探し求めたところ、郡山商業学校出身の詩人太田博であることが判明した。あらためて再度、6月18日に橋本は初めて55名の会員を率いて沖縄に渡り、ひめゆりの塔に「相思樹の歌」のコーラスを捧げた。ここに「相思樹の歌」は沖縄のひめゆり学徒隊と本土とをつなぐ架け橋として、広く日本全土で演奏されていった。

### 歌に込められた詩人と音楽家の想い
歌詞の一連と三連は卒業生が在校生に、二連と四連は在校生が卒業生に、軍歌に溢れた戦時下にあっては考えられない生徒の心情に沿って交互に別れを惜しみ、励ましあう言葉が綴られている。太田の詩作へのこだわりはさらに、各連の二行目～四行目の頭韻を「ゆ・わ・い・す」としており、本当は「い・わ・い・す」ー祝いすと作詩したかったと推敲の努力を語っていた。
「相思樹の歌」歌詞、第一連の「目に親し」、第四連の「澄みまさる　明るきまみよ(瞳）」は表現を変えて二度の瞳が詠われており、最初と最後の瞳は互いに響き合って詩作全体を包み込み、「ひとみ」について太田の並々ならぬ熱い思いが示されている。イギリスの歴史家カーライルの「衣裳哲学」の英文抄訳を試み、心を寄せる太田博にとって、「瞳」は秘められた人間の真の心と輝く叡智を映す鏡であり、ひめゆり学徒隊によってその信念が初めて現実の姿となって目前に表れた感激が、この歌の歌詞に隠されている。
一方で東風平にとって、「飛行機献納音楽会」開催に尽力し、「球七〇七一部隊の歌」を作曲するなど、戦意高揚のために音楽性を犠牲にした仕事に努めざるを得ない毎日が続いていた。そんなある日、思いがけなく軍人である太田少尉から「卒業生に贈る詩」を受け取った時の感動は、ひとり「月光の曲」を弾く音楽家としての芸術性を強くかき立てたものであった。少女たちが心待ちにしていた卒業式でのコーラスは、校長の「不謹慎だ」との言葉とともに潰えてしまった。戦時体制にあっては音楽も教育も、勇壮で力に満ちた国威発揚の役割をもつものでなければならなかった。
しかし、「相思樹の歌」の歌詞は友を思いやり、別れを惜しみ、互いの幸せを願うものであり、メロディーも軍歌調でない流麗な格調高い響きを持つものであった。太田博と東風平恵位という、文学と音楽に一身を捧げてきた者同士の高い芸術性を、周囲は理解しようとしてもできなかった限界があった。学徒隊は、「相思樹の歌」に込められた「幸多かれと」との二人の想いを胸に抱き、かすかな生きる希望を求めてそれぞれに苦難に満ちた生と死の狭間を彷徨い歩いていった。戦後になって、過酷な戦場をかいくぐってかろうじて生を得た乙女たちは、亡くなった友人への鎮魂の歌としてこの歌を歌い継いできた。

### エピローグ

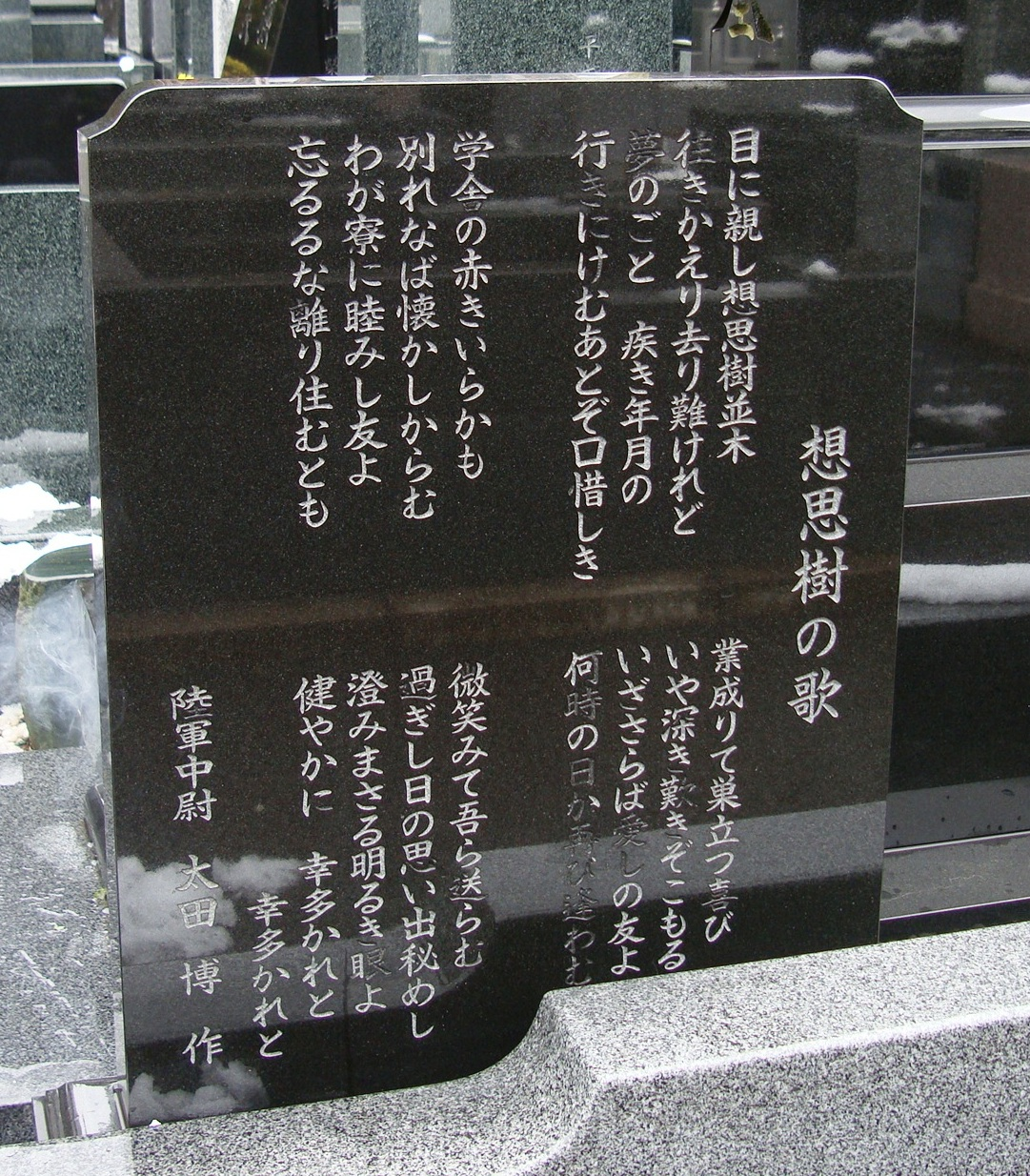
太田博「相思樹の歌」歌碑 太田克建立

千葉県、さくら中央霊園にある太田博の実家の墓所には、「相思樹の歌」歌碑が建立されて、詩人太田博とひめゆり学徒隊との絆を今に伝えている。
平成17年(2005年)10月23日、「ひめゆり平和祈念資料館・ひめゆりの塔」前にて、福島県立郡山商業高等学校同窓会主催による平和祈年祭が執り行われた。式には作詞者太田博の実弟である太田克、ひめゆり側からは安谷屋良子同窓会理事長、本村つる平和祈念資料館長、福島県側からは県知事、太田博の母校である郡山商業高等学校からは、木町元猷同窓会長・五十嵐大祐同期生代表・学校長・修学旅行で訪れた教師並びに生徒などが出席した。また地元からは沖縄福島県人会長が参加した。献花に続いて、出席者全員により「相思樹の歌」が歌われ、亡くなったひめゆり学徒隊及び作詞者の太田博に捧げた。
平成22年(2010年)「大田博遺稿集」が福島県立郡山商業高等学校同窓会により出版され、12月23日編集委員代表がひめゆり平和祈念資料館を訪問し、宮良ルリ館長外ひめゆり学徒隊の出席のもとに「別れの曲」を合唱し「太田博遺稿集」の贈呈式が行われた。
平成2３年(2011年)3月11日、東日本大震災が起こり、太田博の故郷である郡山市も建物の全壊、半壊に加えて福島第一原子力発電所事故の爆発に伴う放射能汚染などの甚大な被害を受けた。この惨状に際して、ひめゆり同窓会から太田博の故郷・郡山市に対してコメントと共に多大な義援金が寄せられた。
現在は、作詞者太田博の母校である郡山商業高等学校を始め、全国から多くの合唱団が「ひめゆり平和祈念資料館」を訪れて、ひめゆり学徒隊と太田博の霊に「相思樹の歌」を捧げている。